# Въстание на червените вежди
Въстанието на червените вежди (на китайски: 赤眉; на пинин: Chimei) е масово въстание срещу император Уан Ман и заменилия го Хан Гъншъ, продължило от 17 до 27 година с център в Шандун и Дзянсу.
Въстанието е резултат от икономическата политика на Уан Ман, който се опитва насилствено да въведе обществен ред, съответстващ на представите му за златния век на династията Джоу. През 17 година повишените данъци, силната корупция и глада в някои части на страната предизвикват десетки селски бунтове, най-масово и трайно сред които е Въстанието на червените вежди. Изглежда първоначално Уан Ман подценява тези въстания и те продължават с години. През 22 година Уан Ман решава да предприеме по-сериозни мерки срещу селските въстания и изпраща значителни сили срещу Въстанието на червените вежди, но те не постигат решаващ успех.
По същото време други въстанически сили са оглавени от братята Лю Ян и Лю Сиу, далечни потомци на династията Хан и земевладелци в района на Сянфан. Те обявяват Лю Сюен, друг потомък на династията Хан, за император под името Гъншъ. През октомври 23 година бунтовниците превземат столицата Чанан и убиват Уан Ман.
Участниците във въстанието на червените вежди подкрепят Гъншъ по време на войната срещу Уан Ман, но през 24 година се обръщат срещу него. През 25 година те превземат Чанан и обявяват за император друг член на династията Хан, Лю Пъндзъ. Управлението на ръководителите на въстанието предизвиква недоволството на населението в столицата и съседните области и те се опитват да се оттеглят на изток, но през 27 година са окончателно разгромени. Лю Сиу се обявява за император под името Гуану и поставя началото на династията Източна Хан.